# هریت وایت
هریت وایت مدین (انگلیسی: Harriet White Medin؛ ‏۱۴ مارس ۱۹۱۴–۲۰ مه ۲۰۰۵) بازیگر اهل ایالات متحده آمریکا بود. وی دانش‌آموختهٔ دندانپزشکی بود و کارش را با دستیاری یک دندانپزشک آغاز کرد و برخی از بیماران مشهورش جان اف. کندی و رابرت اف. کندی بودند. وی در جریان جنگ جهانی دوم یک هنرمند سرگرمی‌ساز در سازمان‌های خدمات متحد بود.

## گزیدهٔ فیلم‌شناسی
- کارهایی که بعد از مرگت در دنور باید انجام داد (۱۹۹۵)
- مشکل‌سازان (۱۹۹۴)
- همه چیزی که برای کریسمس می‌خواهم (۱۹۹۱)
- زمان کشتن (۱۹۸۷)
- جادوگران ایست‌ویک (۱۹۸۷)
- نابودگر (۱۹۸۴)
- مثلث برمودا (۱۹۷۹)
- مسابقه مرگ ۲۰۰۰ (۱۹۷۵)
- مرگ یک تفنگچی (۱۹۶۹)
- نوبت توست که بمیری (۱۹۶۷)
- شش زن برای قاتل (۱۹۶۴)
- شلاق و بدن (۱۹۶۳)
- کاردینال (۱۹۶۳)
- سه چهره ترس (۱۹۶۳)
- شبح (۱۹۶۳)
- زندگی شیرین (۱۹۶۰)
- کجا می‌روی (۱۹۵۱)
- جادوی سیاه (۱۹۴۹)